# Canton de Nantes-4
Le canton de Nantes-4 est une circonscription électorale française située dans le département de la Loire-Atlantique (région Pays de la Loire).

## Histoire
Le canton a été créé le 15 février 1790. Il a été modifié en 1801,.
Il a été modifié par décret du 23 juillet 1973 redécoupant les sept cantons de Nantes en dix cantons.
Par décret du 25 février 2014, le nombre de cantons du département est divisé par deux, avec mise en application aux élections départementales de mars 2015. Le canton de Nantes-4 est conservé et voit ses limites territoriales remaniées englobant le quartier Bellevue - Chantenay - Sainte-Anne, à l'exception de la partie nantaise de Bellevue intégrée au canton de Nantes-5,.

## Représentation

### Conseillers d'arrondissement (de 1833 à 1940)
| Période                                  | Période          | Identité                         | Étiquette   | Qualité |
| ---------------------------------------- | ---------------- | -------------------------------- | ----------- | --- |
| 1833                                     | 1839             | Louis Guérin-Doudet (1784-1870)  |             | Armateur et négociant à Nantes                                                                                |
|                                          |                  |                                  |             | |
| 1880                                     | 1882 (décès)     | Stanislas Legal                  | Républicain | Conseiller municipal de Nantes                                                                                |
| 1882                                     | 1882 (démission) | Théodore Simonneau               |             | Négociant à Nantes                                                                                            |
|                                          |                  |                                  |             | |
| 1886                                     | 1889 (décès)     | Henri Fiollin                    | Républicain | Entrepreneur à Rezé, Président du Cercle des travailleurs                                                     |
| 1892                                     | 1907 (décès)     | Paul Grandjouan père (1841-1907) | Républicain | Entrepreneur du service de répurgation de la ville de Nantes                                                  |
| 1907                                     | 1919             | Paul Grandjouan fils (1876-1945) | Rad.        | Industriel à Nantes                                                                                           |
| 1919                                     | 1934             | Hector Sudry                     | Rad.        | Industriel, adjoint au maire de Nantes                                                                        |
| 1934                                     | 1937             | Alexandre Fourny                 | SFIO        | Avocat, adjoint au maire de Nantes                                                                            |
| 1937                                     | 1940             | Maurice Daniel (1897-1942)       | SFIO        | Ingénieur à Saint-Sébastien-sur-Loire puis à la mairie de Nantes Fusillé le 27 novembre 1942 au Mont-Valérien |
| 1940                                     |                  |                                  |             | Les conseils d'arrondissement ont été suspendus par la loi du 12 octobre 1940 et n'ont jamais été réactivés   |
| Les données manquantes sont à compléter. |                  |                                  |             | |

### Conseillers généraux de 1833 à 2015
| Période                                  | Période          | Identité                  | Étiquette                  | Qualité |
| ---------------------------------------- | ---------------- | ------------------------- | -------------------------- | --- |
| 1833                                     | 1848             | Ferdinand Favre           | Majorité dynastique        | Maire de Nantes (1832-1848) |
| 1848                                     | 1852             | Ange Guépin               | Républicain Socialiste     | Docteur-médecin à Nantes |
| 1852                                     | 1867 (décès)     | Ferdinand Favre           | Majorité dynastique        | Maire de Nantes (1832-1848, 1852-1866) Député (1848-1851) Membre du Corps législatif (1852-1857) Sénateur (1857-1867)                                     |
| 1867                                     | 1871             | Daniel Lacombe            | Conservateur               | Avocat à Nantes |
| 1871                                     | 1873 (démission) | Arsène Leloup             | Républicain modéré         | Directeur de l'Ecole primaire supérieure Maire de Rezé puis de Nantes (1871-1872)                                                                         |
| 1873                                     | 1881 (démission) | Gustave Roch              | Républicain                | Avocat au barreau de Nantes Adjoint au maire de Nantes Député (1893-1919)                                                                                 |
| 1881                                     | 1882 (démission) | Jean-Marie Le Sénéchal    | Républicain                | Industriel, ancien conseiller municipal de Nantes |
| 1883                                     | 1919             | Félix Martin              | Rad. (Boulangiste en 1889) | Avocat Adjoint au maire de Nantes |
| 1919                                     | 1931             | Paul Grandjouan           | Rad.                       | Industriel à Nantes, conseiller d'arrondissement |
| 1931                                     | 1937             | Armand Duez               | apparenté RG               | Docteur en droit, propriétaire, maire de Saint-Sébastien-sur-Loire Député (1932-1936)                                                                     |
| 1937                                     | 1940             | Alexandre Fourny,         | SFIO                       | Avocat, adjoint au maire de Nantes, Mort pour la France                                                                                                   |
|                                          |                  |                           |                            | |
| 1943                                     | 1945             | Gaston Sablé              |                            | Commerçant en mercerie et tissus Membre de la délégation spéciale de Nantes Nommé conseiller départemental en 1943                                        |
|                                          |                  |                           |                            | |
| 1945                                     | 1958             | Constant Piveteau         | DVD                        | Employé SNCF retraité Maire de Saint-Sébastien-sur-Loire (1947-1953)                                                                                      |
| 1958                                     | 1973             | Marcellin Verbe           | UDSR puis CR               | Médecin, maire de Saint-Sébastien-sur-Loire (1953-1983)                                                                                                   |
| 1973                                     | 1976             | Bernard Lerat             | DVD                        | Avocat Adjoint au maire de Nantes |
| 1976                                     | 2015             | Loïc Le Masne de Chermont | RI puis UDF puis UMP       | Chef d'entreprise Conseiller municipal de Saint-Étienne-de-Montluc (1971-1977) 1er adjoint au maire de Nantes (1983-1989) Conseiller régional (1977-2004) |
| Les données manquantes sont à compléter. |                  |                           |                            | |

### Conseillers départementaux à partir de 2015
| Période élective | Période élective | Mandat | Mandat   | Identité       | Nuance | Nuance | Qualité |
| ---------------- | ---------------- | ------ | -------- | -------------- | ------ | ------ | --- |
| 2015             | 2021             | 2015   | 2021     | Jérôme Alemany |        | PS     | Responsable fédéral du PS Vice-Président à la jeunesse et citoyenneté |
| 2015             | 2021             | 2015   | 2021     | Abbassia Hakem |        | PS     | Cadre territoriale 21e adjointe à la maire de Nantes |
| 2021             | 2028             | 2021   | en cours | Jérôme Alemany |        | PS     | Chef de projets dans le logement social 4e vice-président du conseil départemental, chargé de l'action sociale de proximité, de l'insertion et de la lutte contre l'exclusion |
| 2021             | 2028             | 2021   | en cours | Louise Pahun   |        | EELV   | Professeure d'histoire-géographie en collège 15e vice-présidente du conseil départemental, chargée des sports solidaires responsables et des activités de pleine nature       |

### Résultats détaillés

#### Élections de mars 2015
À l'issue du 1er tour des élections départementales de 2015, deux binômes sont en ballottage : Jérôme Alemany et Abbassia Hakem (PS, 33,88 %) et Rozenn Hamel et Guillaume Richard (Union de la Droite, 29,94 %). Le taux de participation est de 49,41 % (12 438 votants sur 25 172 inscrits) contre 50,7 % au niveau départemental et 50,17 % au niveau national.
Au second tour, Jérôme Alemany et Abbassia Hakem sont élus avec 53,48 % des suffrages exprimés et un taux de participation de 47,54 % (6 019 voix pour 11 966 votants et 25 168 inscrits).

#### Élections de juin 2021
Le premier tour des élections départementales de 2021 est marqué par un très faible taux de participation (33,26 % au niveau national). Dans le canton de Nantes-4, ce taux de participation est de 32,94 % (8 512 votants sur 25 843 inscrits) contre 31,09 % au niveau départemental. À l'issue de ce premier tour, deux binômes sont en ballottage : Jérôme Alemany et Louise Guylaine Alexandra Pahun (Union à gauche avec des écologistes, 42,73 %) et Clarisse Audoin-Briand et Alexis Wintrebert (DVD, 25,12 %).
Le second tour des élections est marqué une nouvelle fois par une abstention massive équivalente au premier tour. Les taux de participation sont de 34,36 % au niveau national, 32,4 % dans le département et 35,59 % dans le canton de Nantes-4. Jérôme Alemany et Louise Guylaine Alexandra Pahun (Union à gauche avec des écologistes) sont élus avec 60,27 % des suffrages exprimés (5 351 voix pour 9 199 votants et 25 844 inscrits),,. 

## Composition

### Composition de 1973 à 2015

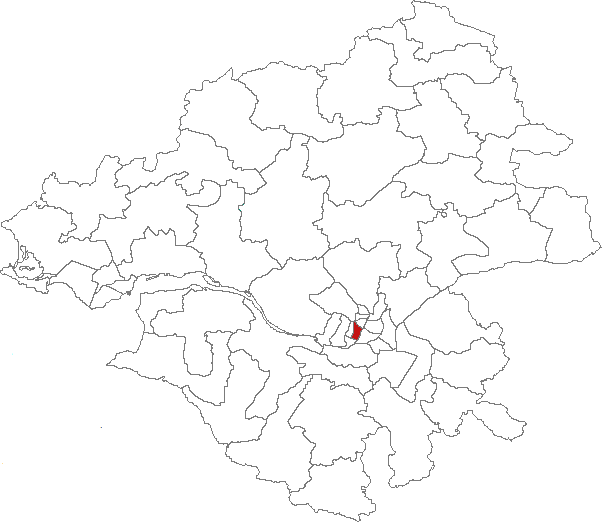
Situation du canton de Nantes-4 dans le département de la Loire-Atlantique de 1973 à 2015.

À la suite du redécoupage de 1973, le canton de Nantes-IV comprend la portion du territoire de la ville de Nantes déterminée par l'axe des voies ci-après : boulevard de l'Egalité (numéros pairs à partir du numéro 78), place Emile-Zola (numéros 1, 2, 3, 5 et 6), boulevard de la Fraternité (numéros pairs), place Raymond-Poincaré, boulevard des Anglais, boulevard Clovis-Constant (numéros impairs), place Armand-Fallières (numéros 2, 3 et 4), boulevard Auguste-Pageot (numéros impairs), rue de Carcouët (numéros impairs), rue de Miséricorde (numéros impairs), rue Félibien (du numéro 20 à la fin et les numéros impairs), place Viarme (numéro 28), rue Menou (numéros pairs), place Édouard-Normand (du numéro 13 et au-dessus), rue Faustin-Hélie, rue Mercœur (numéros impairs), rue de Budapest (numéros impairs), place des Volontaires-de-la-Défense-Passive, rue Boileau (numéros impairs), rue Crébillon (numéros pairs du numéro 14 au numéro 24), place Graslin (numéro 2), rue Voltaire (numéros pairs), place Eugène-Livet (numéro 4 et au-dessus), rue de la Verrerie (numéros impairs), la Loire, bras de la Madeleine (jusqu'à la rue des Salorges), quai de la Fosse (numéro 74 et au-dessus), rue des Salorges (numéros pairs), rue des Chapeliers (numéros pairs), rue Babonneau (numéros 28 bis et 30), boulevard Saint-Aignan (du numéro 1 au numéro 65 et du numéro 2 au numéro 56), rue de Pilleux (numéros 2 à 6), passage Saint-Aignan (numéros pairs), rue Amiral-Duchaffault (numéros impairs du numéro 1 au numéro 23), rue de Plaisance (numéros impairs) et rue de la Montagne (numéros pairs et numéros 1 à 25 bis).
Au cours de cette période, le canton englobait l'est de l'actuel quartier Dervallières - Zola.

### Composition depuis 2015
| Nom                            | Code Insee | Intercommunalité | Superficie (km2) | Population (dernière pop. légale)                 | Densité (hab./km2) | Modifier                                    |
| ------------------------------ | ---------- | ---------------- | ---------------- | ------------------------------------------------- | ------------------ | ------------------------------------------- |
| Nantes (bureau centralisateur) | 44109      | Nantes Métropole | 65,19            | Fraction : 39 015 (2022) Commune : 325 070 (2022) | 4 987              | modifier les données · modifier les données |
| Canton de Nantes-4             | 4414       |                  |                  | 39 015 (2022)                                     |                    | modifier les données                        |

Le canton de Nantes-4, qui couvre 8 km2, est composé de la partie de la commune de Nantes située au sud d'une ligne définie par l'axe des voies et limites suivantes : depuis la limite territoriale de la commune de Saint-Herblain, boulevard Emile-Romanet, rue du Jamet, rue Jean-Olivesi, rue Lucien-Aubert, rue Romain-Rolland, rue Firmin-Colas, rue de l'Etang, boulevard Jean-Moulin, rue des Alouettes, rue du Bois-Hardy, rue du Moulin-de-l'Abbaye, rue des Pavillons, rue du Bois-Hercé, boulevard Léon-Jouhaux, boulevard René-Coty, rue de l'Amiral-du-Chaffault, rue de Plaisance, rue de la Montagne, boulevard Pasteur, chemin Guilbaud, rue Nicolas-Appert, rue Renan, chemin des Rivières, avenue du Midi, rue Littré, rue Bouchaud, rue du Coteau, rue Bouchaud, rue des Dervallières, rue Francis-Merlant, rue George-Sand, boulevard Luc-Olivier-Merson, place Anatole-France, rue Charles-Monselet, rue Gabriel-Luneau, rue de Miséricorde, rue du Bourget, place de la Fontaine-Morgane, rue des Hauts-Pavés, place Viarme, rue Yves-Bodiguel, rue Fredureau, rue Sarrazin, rue Jean-Jaurès, rue Faustin-Hélie, rue Harouys, rue Marie-Anne-du-Boccage, rue de Gigant, rue Lamoricière, place René-Bouhier, rue Charles-Brunellière, quai de la Fosse, pont Anne-de-Bretagne, cours de la Loire (bras de la Madeleine) et comptait 32 616 habitants (population municipale) au 1er janvier 2012 .

#### Bureaux de vote
Le scrutin des 22 et 29 mars 2015 s'est déroulé dans 29 bureaux de vote répartis dans 7 écoles primaires publiques de la ville :
- école Harouys ;
- école élémentaire Boccage ;
- école Mutualité ;
- école élémentaire Garennes ;
- école primaire Réformes ;
- école maternelle Plessis-Cellier ;
- groupe scolaire Jean-Zay.

## Démographie

### Démographie avant 2015
| 1962 | 1968 | 1975 | 1982 | 1990   | 1999   | 2006   | 2011   | 2012   |
| ---- | ---- | ---- | ---- | ------ | ------ | ------ | ------ | ------ |
| -    | -    | -    | -    | 27 496 | 30 826 | 33 184 | 32 176 | 32 616 |

### Démographie depuis 2015
En 2022, le canton comptait 39 015 habitants, en évolution de −0,32 % par rapport à 2016 (Loire-Atlantique : +6,68 %, France hors Mayotte : +2,11 %).
| 2013   | 2018   | 2022   |
| ------ | ------ | ------ |
| 38 540 | 38 959 | 39 015 |